# Oospila magnifica
Oospila magnifica är en fjärilsart som beskrevs av William Schaus 1901. Oospila magnifica ingår i släktet Oospila och familjen mätare. Inga underarter finns listade i Catalogue of Life.